# Euphorbia chamaesula
Euphorbia chamaesula är en törelväxtart som beskrevs av Pierre Edmond Boissier. Euphorbia chamaesula ingår i släktet törlar, och familjen törelväxter. Inga underarter finns listade i Catalogue of Life.